# Freia-Automobil
Die Freia Automobil-AG war ein deutsches Unternehmen zur Herstellung und zum Vertrieb von Kraftfahrzeugen in der Rechtsform einer Aktiengesellschaft mit Sitz in der thüringischen Stadt Greiz.

## Beschreibung

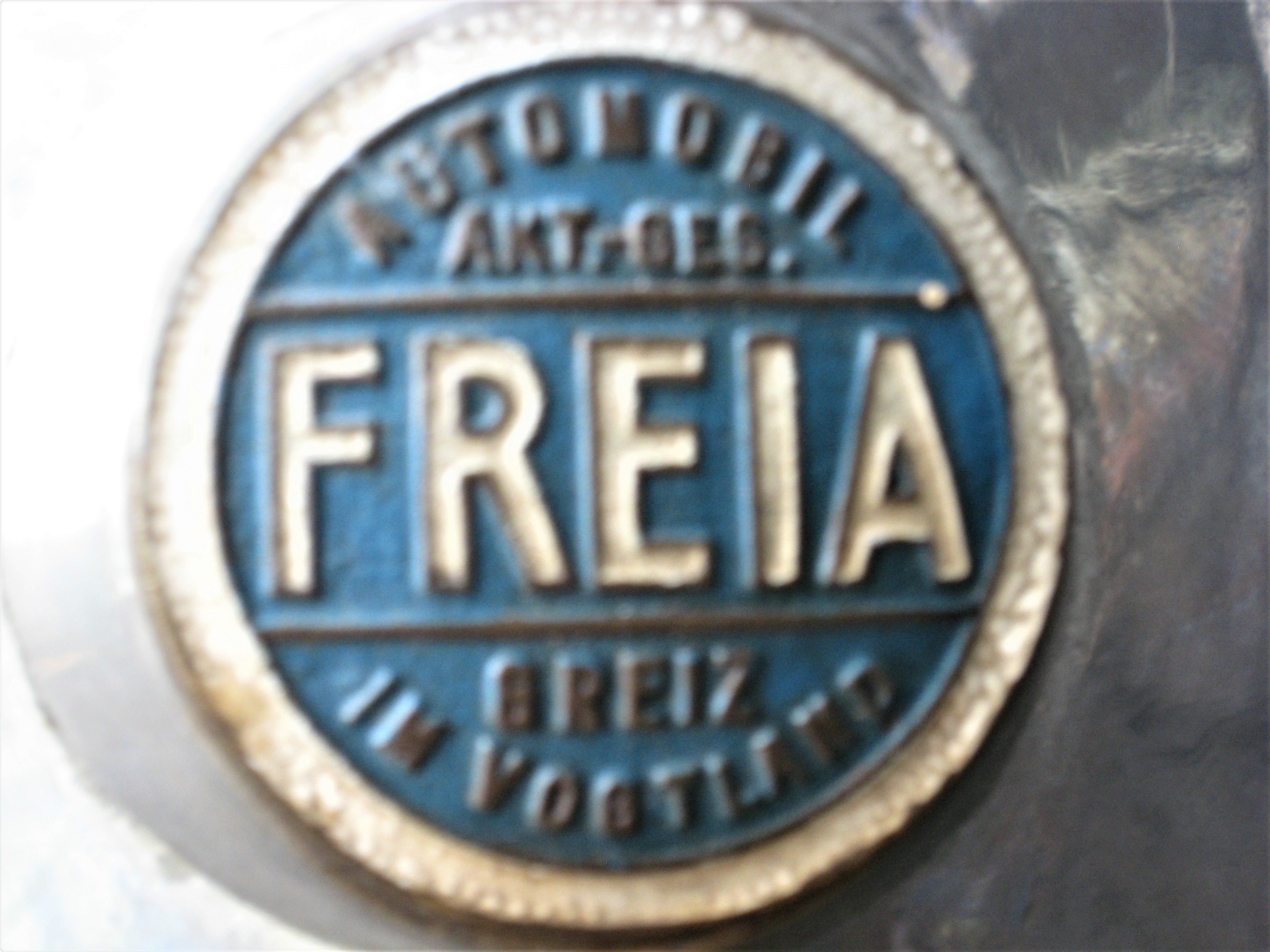
Logo

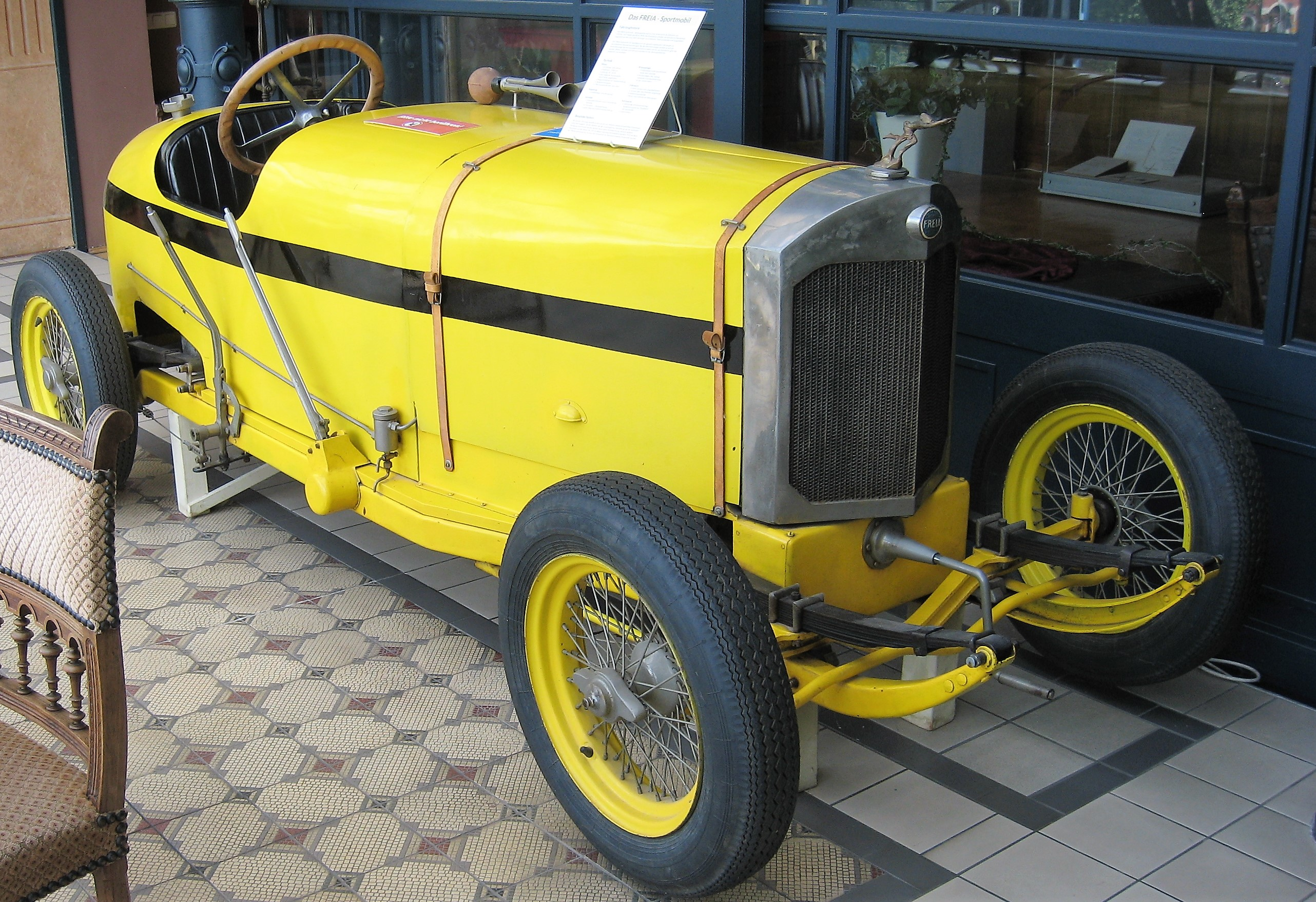
Freia, ausgestellt im Unteren Schloss

Das Unternehmen wurde am 18. Februar 1920 noch unter der Firma Kleinautobau-AG gegründet. (In anderen Quellen lautet sie Kleinauto AG.) Beteiligt waren Kurt Hempel, Rudolf Göldner, Bruno Pust, Bruno Seibig, Hans Kretzschmar, Carl Menzel, Alfred Roth, Heinrich Geisser, Paul Sarfert, Paul Lorenz, Carl Semper, Georg Kanis, Reinhold Malz und Hermann Schulz. Im Aufsichtsrat saßen zu Beginn Reinhold Malz, Emil Kretzschmar, Alfred Rietzsch, Wilhelm Kaestner und Rudolf Klinger. Prokurist war der Kaufmann Ernst Braun. Ab 1922 wurden in den Gebäuden der ehemaligen Spinnerei F. H. Malz, Grüne Linde 1, unter Leitung von Arthur Schuh Kleinwagen gebaut. Zum 14. November 1922 erfolgte die Umfirmierung in Freia Automobil-AG.
Das Aktienkapital betrug bei der Gründung 1 Million Mark und wurde im Zuge der Hochinflation schrittweise bis auf 9,6 Millionen Mark erhöht. In einer am 26. Juli 1924 abgehaltenen Generalversammlung wurde die Kapitalumstellung von 9,6 Millionen Mark auf 192.000 Reichsmark beschlossen. Im Sommer 1926 wurde das Aktienkapital durch Zusammenlegung von Aktien im Verhältnis 15 : 1 auf nominell 12.800 Reichsmark herabgesetzt und anschließend durch Ausgabe neuer Aktien wieder auf 100.000 Reichsmark erhöht. Bis 1943 gab es keine weiteren Kapital-Veränderungen.
Aus wirtschaftlichen Gründen musste 1927 die Fertigung des Freia eingestellt werden. Arthur Schuh wechselte in Jørgen Skafte Rasmussens DKW-Konzern und wurde technischer Direktor von Audi in Zwickau. Heute sind noch zwei existierende Exemplare von Freia-Automobilen bekannt.
Für die Geschäftsjahre von 1924 bis 1942 wurde keine Dividende gezahlt, der Unternehmenszweck 1932 und 1943 unverändert mit Herstellung und Vertrieb von Kraftfahrzeugen angegeben. Über die konkrete Produktion des Unternehmens nach 1927 ist anscheinend nichts bekannt. Vom früheren Management wurde 1932 und 1943 nur noch der in Plauen ansässige Rechtsanwalt und Notar Alfred Rietzsch als Aufsichtsratsmitglied genannt.

## Modelle

### Dreirad
Von 1920 bis 1921 gab es ein Dreirad mit hinterem Einzelrad. Es hatte einen Zweizylinder-Zweitaktmotor. Er trieb über eine Kette das Hinterrad an. Die offene Karosserie bot Platz für zwei Personen. Es blieb bei Prototypen.

### Typ S 5
Ab 1921 übernahm Arthur Schuh die technische Leitung und entwickelte bis 1922 einen neuen Kleinwagen, der unter der Marke Freia als Typ S 5 auf den Markt kam und zunächst einen seitengesteuerten Vierzylinder-Reihenmotor mit 1,3 l Hubraum (64 mm Bohrung und 100 mm Hub) und stehenden Ventilen besaß. Die Kurbelwelle war rollengelagert und der Motor leistete 14 PS. Auffällig war der Underslung-Rahmen, der dem Wagen einen tiefen Schwerpunkt und damit eine sichere Straßenlage verschaffte.

### Typ S 23
1923 erschien der Typ S 23 mit einem 1,3 l Vierzylinder-Motor, der rund 25 PS bei 2500/min leistete. Die in dem nicht abnehmbaren Zylinderkopf hängenden Ventile wurden von einer obenliegenden Nockenwelle, die von einer Königswelle angetrieben wurde, betätigt. 1925 wurde der Nockenwellenantrieb geändert und dabei erstmals in Deutschland ein Kettenantrieb für sie verwendet. Die Kurbelwelle wurde in zwei Kugellagern geführt.
Für Sportveranstaltungen wurden die Motoren höher verdichtet (7,5 : 1) und mit einer Spezialnockenwelle versehen. Diese Motoren erreichten rund 35 PS und wurden in Freia-Sportwagen mit Aluminium-Karosserie und Spitzheck eingebaut, die eine Höchstgeschwindigkeit von 135 km/h erreichten.

### Typ S 24
Ab 1926 wurde der Typ S 24 mit einem größeren Motor gebaut. Dieser hatte 1460 cm³ Hubraum und leistete 30 PS, als Wettbewerbsfahrzeug 45 PS. Vom S 24 wurden nur wenige Fahrzeuge gebaut.